# Alonso de Barros
Alonso de Barros (Segovia, 1552 – Madrid, 18 de agosto de 1604) fue un escritor, humanista y paremiólogo español.

## Biografía
Fue de noble linaje castellano, hijo de don Diego López de Orozco, gentilhombre de Cámara y aposentador del emperador Carlos V, y de doña Elvira de Barros. Su elevada posición social le abrió las puertas de la Corte y entró a servir sustituyendo como aposentador a su padre al fallecer este en 1563, primero con Felipe II y luego con su sucesor Felipe III, participando en los años sesenta en algunas campañas militares como la toma del Peñón de Vélez de la Gomera (1564), en Córcega y en el Socorro de Malta (1565). Hacia 1569 estaba ya de vuelta en España, pues arrienda unas casas en la parroquia de San Miguel de Segovia. En esta ciudad un hermano suyo, Sebastián López Orozco, era regidor y simultáneamente contador de la hacienda real. 
En 1583 pide el empleo de ensayador de la casa de la moneda de Segovia, sin éxito, aunque cuatro años más tarde solicitó y consiguió la escribanía mayor de rentas de la merindad de Santo Domingo de Silos. En 1600 intentó transferir sus obligaciones de aposentador a Diego López de Burgos, pero se le denegó por no ser pariente suyo. Por su testamento, redactado el 1 de mayo de 1602, se sabe que gozaba de una buena posición económica y, al no haber contraído matrimonio, dejaba sus bienes (incluida una biblioteca de 151 tomos de los cuales una cuarta parte larga versaba sobre filosofía, política y moral y apenas cinco eran de entretenimiento, sin incluir siquiera un libro de caballerías), a su sobrino Diego de Orozco y Fonseca. Por lo demás, vivió consagrado al estudio hasta su muerte, acaecida el 18 de agosto de 1604.
Conodendo la ideología política de los personajes a quienes dedicó sus obras (Filosofía Cortesana a Mateo Vázquez, Proverbios morales, a García de Loaysa y Girón), se puede deducir sin temor a equivocarse que Alonso de Barros se encontraba bajo la sombra de la facción denominada "castellanista", un partido que se forjó a la muerte de Diego de Espinosa (1572), bajo el patronato del secretario Mateo Vázquez, en dura oposición a otra facción vinculada a Roma (apoyada por Gregorio XIII), cuyas cabezas más representativas en la corte del Rey Prudente
eran don Juan de Austria, Antonio Pérez y la princesa de Éboli (el partido "papista").
Aparte de un "Elogio" en prosa que sirve de prólogo al Guzmán de Alfarache de Mateo Alemán, de quien fue buen amigo, Tamayo de Vargas cuenta que compuso un folleto titulado Memorial sobre el reparo de la milicia impreso sin lugar ni año con el título Reparo de la milicia y aduertencias de Alonso de Barros; Palau supone que salió de estampa en 1612. 
Sin embargo, es más conocido como autor de una colección de sentencias filosófico-morales en verso octosílabo que apareció por primera vez en Madrid (1598) con el título de Proverbios morales. Esta obra obtuvo un éxito formidable, incluso internacional, ya que fue de inmediato traducida al italiano, al portugués y al francés. Felipe II gustó de su lectura y las más prestigiosas plumas del momento la elogiaron, como por ejemplo Lope de Vega («diamante que en calidad no tiene otro igual») y Mateo Alemán. Bartolomé Ximénez Patón, quien publicó en Baeza una edición de estos proverbios en 1615 bajo el título de Heráclito de Alonso de Barros, dice de ella que «el ánimo de Barros fue dar recopiladas en breve epílogo las riquezas de los antiguos, cubiertas de las lágrimas de Heráclito». Algunos de estos epigramas se hicieron célebres: «La verdad, si es demasiado cruda, no puede darse a comer». En el prólogo expone su propósito:
Todos los animales terrestres, los peces y las aves, por instinto natural, poco después de haber nacido, saben lo que les basta para dar entero cumplimiento a su apetito, y de tal manera le alcanzan que, en teniendo compañía y el sustento necesario, ni quieren más ni tienen más que desear; solo el hombre, con ser señor de todo lo criado, parece que es de peor condición [...] pues, por mucho que viva, por mucho que estudie inquiriendo la verdad y encadenando deseos procurando saber donde está esta suma felicidad que pretende, nunca en esta vida la alcanza ni puede [...]. Para esto hay tantos libros como vemos y tantos opositores, que los unos son casi confusión de los otros; y no todos los hombres tratan de este estudio porque a unos las muchas ocupaciones precisas o voluntarias que tienen para conservar la vida les estorban y, otros, por su natural y mudable condición, perdiendo con el miedo del trabajo la esperanza de alcanzarle, no le procuran; y cuando los unos y los otros siempre trabajen y siempre estudien, es tan corta la vida y tanto lo que hay que saber, que al mejor tiempo les falta. Esta es [...] la causa que ha movido a muchas personas de buen celo a hacer sumas de largos progresos y escritos de varios autores recogiendo en poco volumen lo que en muy grandes estaba dilatado y la que yo he tenido de atreverme a reducir sentencias de gravísimos filósofos a pocas palabras, continuadas en este género de compostura, con que con más facilidad se puedan encomendar a la memoria y con ella gocen unos sin trabajo de lo que a otros costó mucho.
Nueve años antes había publicado su Filosofía cortesana moralizada (Madrid, Pedro Madrigal, 1587), con un tablero impreso inspirado en el Juego de la Oca, por entonces renovado en Italia, con el que se mostraban a modo de juego los entresijos y las claves para que un caballero prosperara en la corte, y los altibajos de su carrera cortesana aparecían reflejados en algunos de los recuadros del juego (o casas, como los llama el autor): la Casa del Pródigo, el Paso de la Esperanza, El Pozo del Olvido, la Casa del Privado, la Casa de Mudanza de Ministros, La Muerte del Valedor, la Casa del Penseque, La Adulación, La Falsa Amistad, etcétera, terminando para el vencedor en la Palma del Éxito. Solo puede haber un vencedor, que se queda con todo. Cervantes, de quien era amigo, incluyó en la edición un soneto laudatorio).
Esta obra tuvo inmediata traducción al italiano en edición de Joseph Cacchi (Nápoles, 1588), con tablero impreso de Mario Cartari. De la versión española, de la que no se conoce el tablero, hizo Trevor J. Dadson una buena edición del texto: Filosofía cortesana moralizada, 3 vols (I: Estudio y Edición; II: Facsímile; III: Juego de la Filosofía Cortesana) (Madrid: Comunidad de Madrid, 1987).

## Obras
- Desengaño de cortesano. Le besabus des courtisans. Traduit en francois par Sebastián Rarov. París: Francois Ruby, 1617
- "Elogio en alabanza de este libro y de Mateo Alemán". En Mateo Alemán, Primera parte de Guzmán de Alfarache. Madrid, 1599.
- Proverbios morales. Madrid: Luis Sánchez, 1598.
- Perla de proverbios. Madrid, 1601.
- "Proverbios", en Antonio de Melo, Libro de varios sonetos, romances, cartas y décimas, Módena, 1603.
- Perla de los proverbios morales. Barcelona, Sebastián de Cormellas, 1619.
- Perla de los proverbios morales.... Lisboa: Jorge Rodríguez, 1617.
- Proverbios morales. Madrid: Imp. de Miguel Ginesta, 1874.
- Proverbios morales. Zaragoza, 1664.
- Proverbios morales. Zaragoza: Diego Dormer, 1656.
- Philosophia cortesana moralizada. Madrid, 1587.
- Philosophia cortesana moralizada. Madrid: Alonso Gómez, 1567 (?).
- Philosophia cortesana moralizada. Mallorca: [s.n.], 1910.
- Proverbi morali... tradotti in italiano del Sig. Alessandro Adimari. 1659. 152 p.
- Proverbi morali... tradotti in italiano del Sig. Alessandro Adimari. Florencia: Zanobi Pignoni, 1622. 172 p.
- Proverbi morali... tradotti in italiano del Sig. Alessandro Adimari. Florencia: Zanobi Pignoni, 1662. 172 p.
- Proverbios morales o Heráclito de Alonso de Varros, concordados por el maestro Bartolomé Ximénez Patón. Baeza: Pedro Cuesta, 1615.
- Proverbios morales o Heráclito de Alonso de Varros, concordados por el maestro Bartolomé Ximénez Patón. En Antonio de Melo, Libros de varios sonetos, romances, cartas y décimas. Edición de A. Pérez Gómez. Valencia: [s.n.], 1955
- Proverbios morales o Heráclito de Alonso de Varros, concordados por el maestro Bartolomé Ximénez Patón. Lisboa: Pedro Craesbeck, 1617.
- Proverbios morales o Heráclito de Alonso de Varros, concordados por el maestro Bartolomé Ximénez Patón. Madrid, 1854.
- Proverbios morales o Heráclito de Alonso de Varros, concordados por el maestro Bartolomé Ximénez Patón. Madrid: Ginesta, 1874.
- Proverbios morales. Barcelona: Sebastián de Comellas Alcán, 1609.
- Proverbios morales. Madrid: Alonso Martín, 1608.
- Proverbios morales. Madrid: Luis Sánchez, 1598.
- Repaso de la milicia y advertencia... [s.a.]
- Refranero español. Colección de ocho mil refranes populares precedida de los proverbios morales de Alonso de Barros. Madrid: Ibéricas, 1942.